# 지쿠조정
지쿠조정(일본어: 築上町 지쿠조마치[*])은 일본 후쿠오카현 북동부에 있는 지쿠조군의 정이다.

## 지리
지쿠조군 서부에 위치한 남북으로 넓은 정으로 유쿠하시시와 부젠시의 중간에 위치하고 남쪽은 오이타현과 접하고 있다.
북부는 미야코평야가 펼쳐지고 지쿠조역 앞과 시다역 앞은 시가지를 이루며 교외에는 전원 지대가 펼쳐진다. 북쪽은 스오나다(세토 내해)와 접하고 남부는 쓰쿠시 산지의 산들이 늘어서 있다. 남부 지역에는 골짜기가 많고 그 골짜기를 시로이강, 이와마루강, 고쿠라쿠지강이 흐르고 있으며 시이다 부근에서 시로이강과 합류해 스오나다로 흘러 들어간다. 또 정내의 야쓰다 지구에는 항공자위대 지쿠조 기지가 있고 미나토 지구의 일부는 간척지이다.

### 인접한 자치체
- 후쿠오카현
  - 유쿠하시시
  - 부젠시
  - 미야코군 미야코정
- 오이타현
  - 나카쓰시

## 역사
유쿠하시시와 부젠시 하치야정의 중간에 위치하는 시다는 에도 시대에 나카쓰 가도(국도 10호선)의 역참 마을로 발전했다.
- 2006년 1월 10일 - 지쿠조군 시다정·쓰이키정이 합병하여 지쿠조정이 신설되었다.

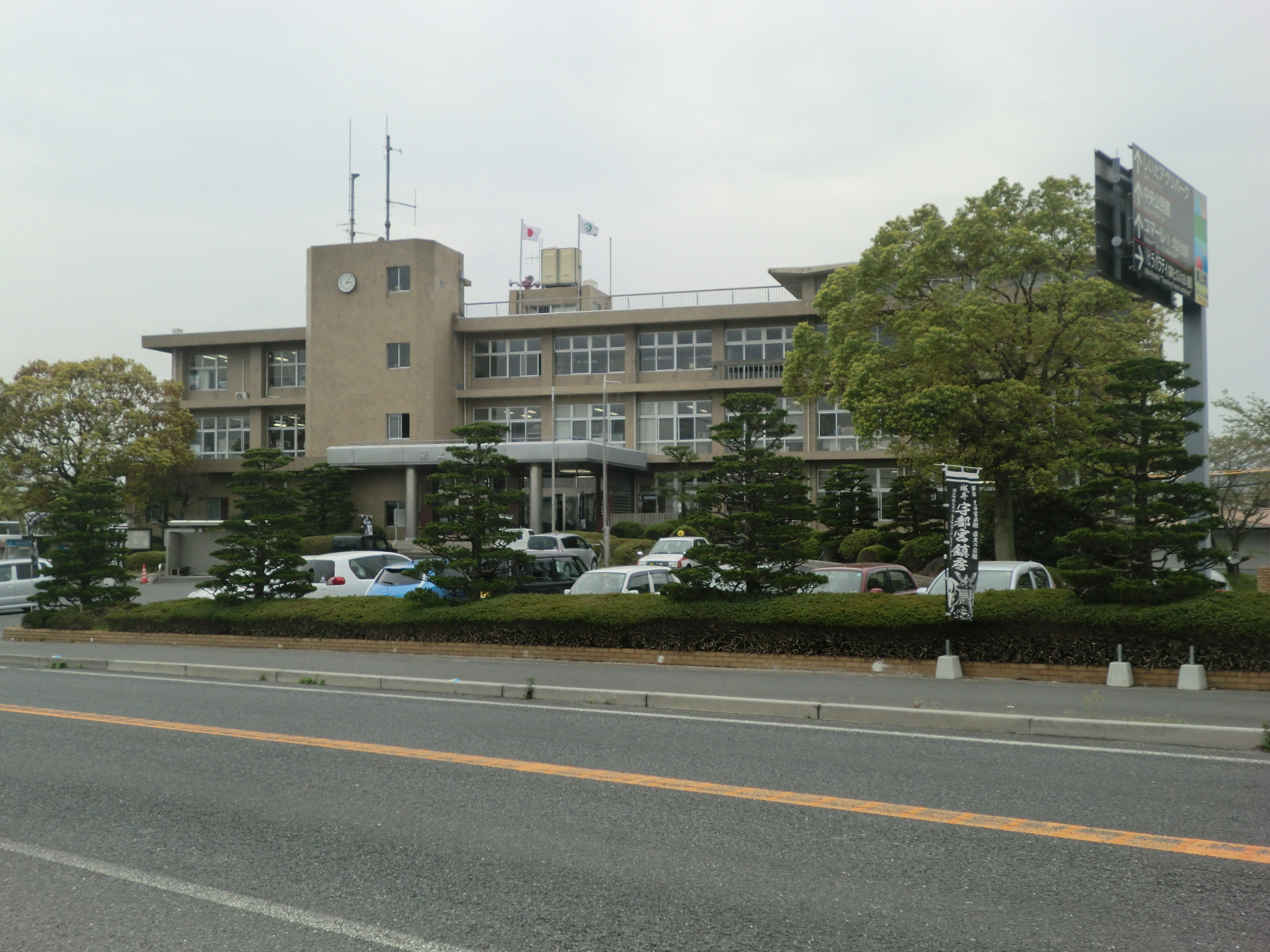
지쿠조정 사무소

## 교통
- 철도
  - 규슈 여객철도 닛포 본선
- 도로
  - 국도 10호선